# Wielkie Sarnowicze
Wielkie Sarnowicze – jezioro rynnowe na Równinie Charzykowskiej (powiat kościerski, województwo pomorskie) na obszarze Borów Tucholskich w województwie pomorskim, w powiecie kościerskim, w gminie Dziemiany. Powierzchnia całkowita jeziora wynosi 34,11 ha. Na wschód od Jeziora znajduje się wieś Kalisz, na zachodnim zaś krańcu sąsiaduje z Jeziorem Somińskim.